# Ливерман, Дайана
Дайана Ливерман (Diana M. Liverman; род. 1954, Аккра, Гана) — американский учёный, географ, эколог и климатолог.
Доктор философии (1984), регент-профессор Аризонского университета (с 2011).
Член Национальной академии наук США (2020).
Академик Академии общественных наук Великобритании (2008).

## Биография
Родилась в Африке, училась в школе в Англии.
Окончила с отличием Университетский колледж Лондона (бакалавр географии, 1976). Степень магистра географии получила в Торонтском университете в 1979 году.
Степень доктора философии по географии получила в Калифорнийском университете в Лос-Анджелесе в 1984 году. Являлась PhD-студентом и постдоком, а также в 1981—1984 годах исследовательским фелло в Национальном центре атмосферных исследований, занималась со Стивеном Шнейдером, который также являлся научным консультантом её докторской диссертации.
В 1985—1989 годах ассистент-профессор географии Висконсинского университета в Мадисоне.
В 1990—1997 годах ассоциированный профессор Университета штата Пенсильвания.
С 1996 года ассоциированный, с 1999 по 2003 год профессор Аризонского университета.
В 2003—2008 годах профессор Оксфорда, в 2009—2017 годах там же приглашённый профессор.
С 2009 года профессор Аризонского университета, регент-профессор с 2011 года.
Фелло британского Королевского географического общества (2005) и Королевского общества искусств (2006).
Почётный профессор Копенгагенского университета (2009).
Консультировала создание видеоигры Fate of the World.
Автор многих статей и пяти книг.
Публиковалась в Science и PNAS.
Ведущий автор спецдоклада МГЭИК «Глобальное потепление на 1,5 °C» (2018).
Соредактор Annual Review of Environment and Resources и член редколлегий других изданий, состоит в редколлегии PNAS.

## Награды и отличия
- Золотая медаль основателей Королевского географического общества (2010)[11]
- Distinguished Scholarship Award Американской ассоциации географов (2011)
- Гуггенхаймовский стипендиат (2014)[12]
- Presidential Achievement Award Американской ассоциации географов (2014)[13]
- Conference of Latin Americanist Geographers' Carl O. Sauer Distinguished Scholarship Award (2015)[14]
- Alexander & Ilse Melamid Medal[англ.] (2017)